# Спаський-І (заказник)
Спа́ський-I  — ландшафтний заказник місцевого значення в Україні. Розташований у межах Сосницькому району Чернігівської області, на південний схід від села Конятин.
Площа 214 (204,9) га. Статус дано згідно з рішенням Чернігівського облвиконкому від 31.07.1991 року № 159. Перебуває у віданні ДП «Холминське лісове господарство» (Гутянське л-во, кв. 104—106, 109).
Статус дано для збереження невеликих лісових масивів, що зростають на заплаві річки Десна. У деревостані переважають тополя, верба, осика, вільха сіра.

## Галерея

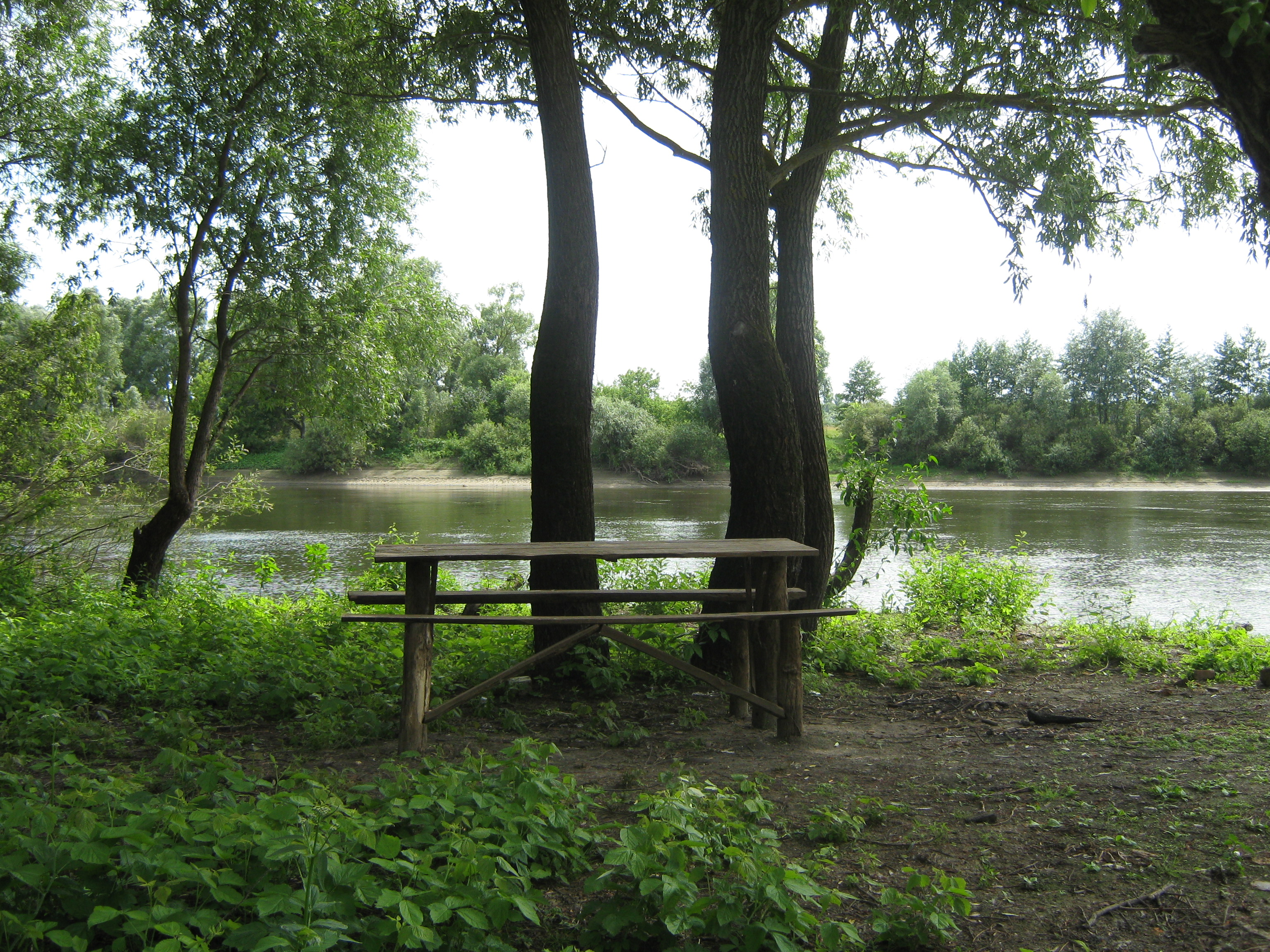
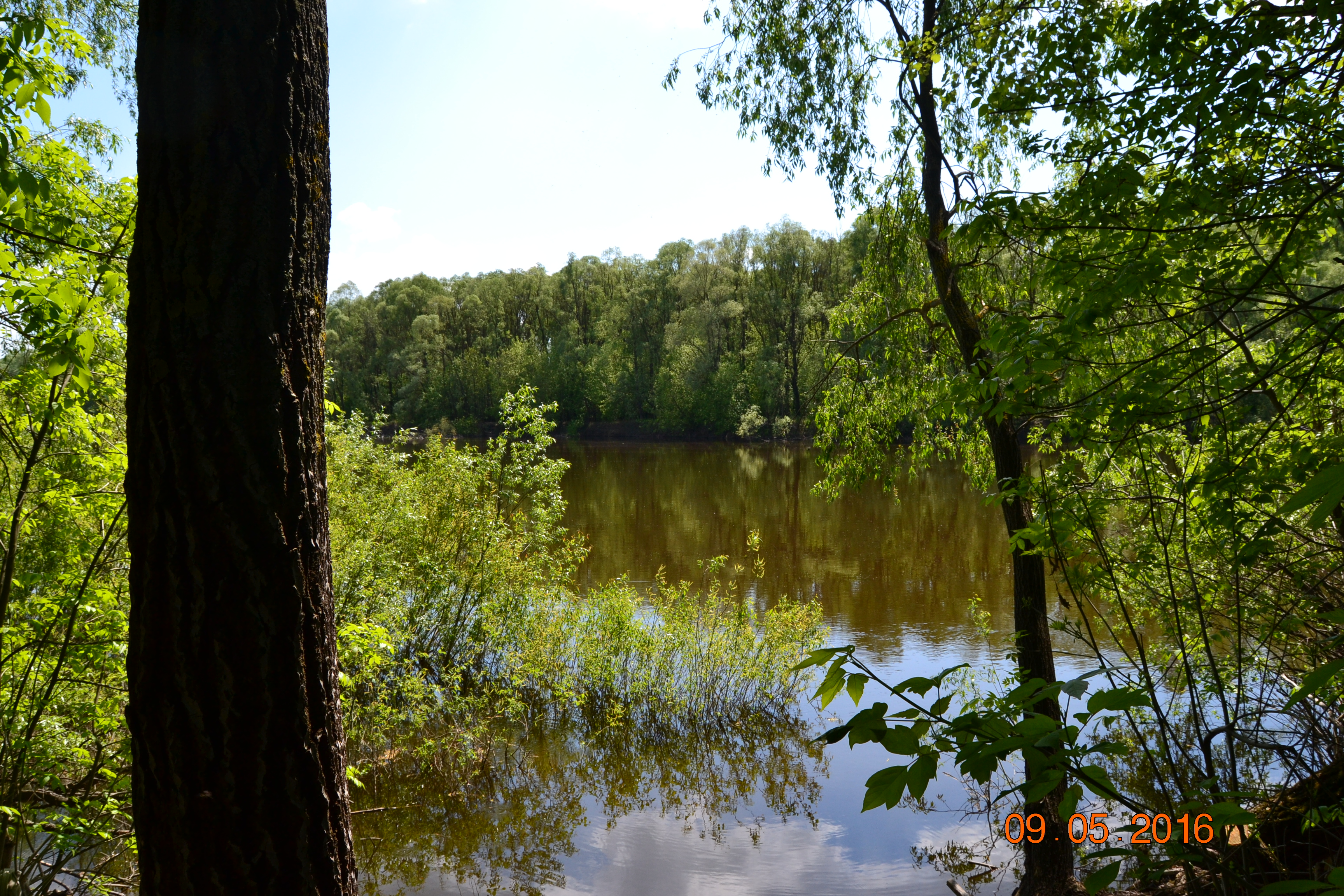
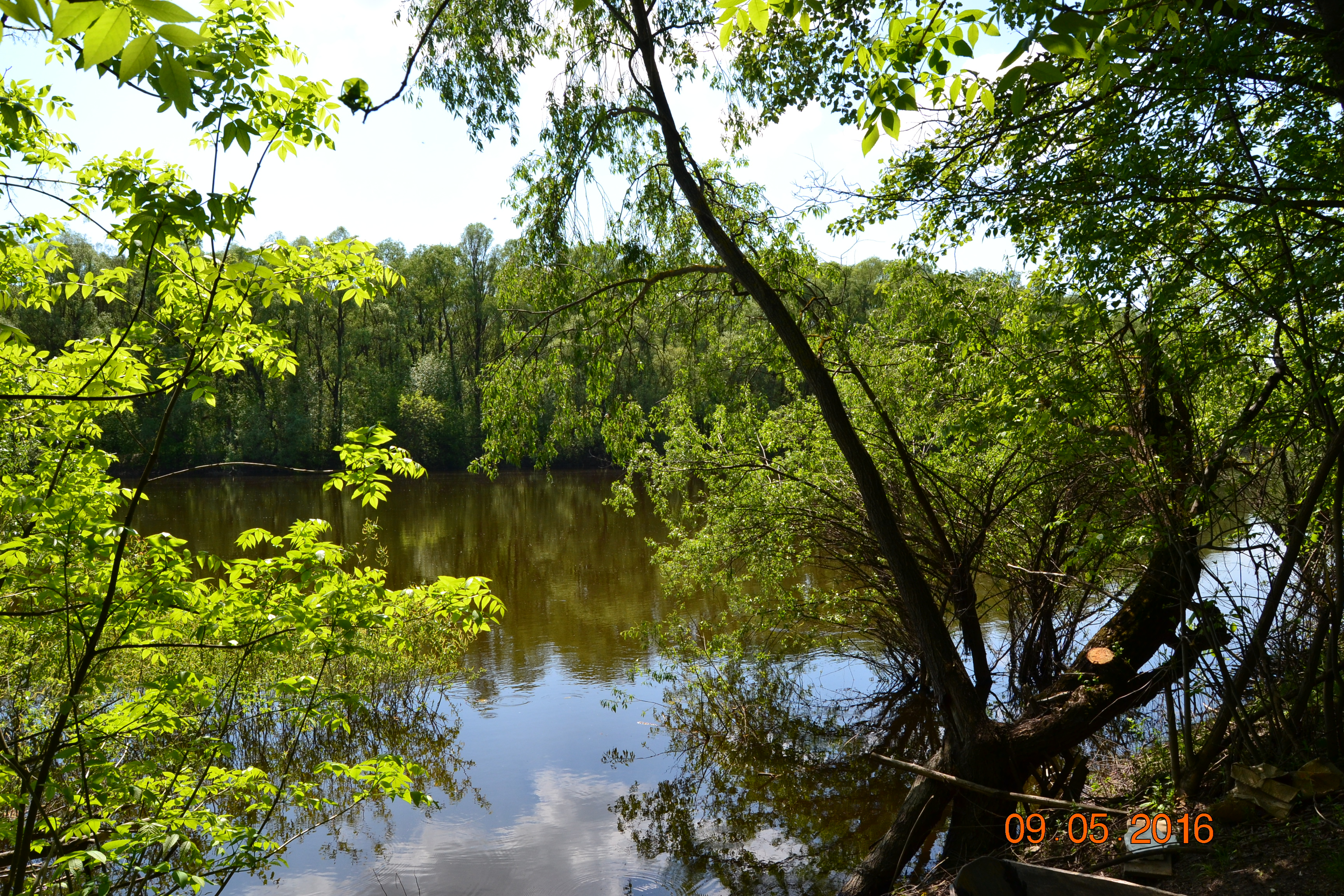